# Dugun
Le dugun (ou pani, panon, pa’non, pape, saa) est une langue de l'Adamaoua parlée au Cameroun dans la Région du Nord, le département du Faro, l'arrondissement de Poli et au sud-est de Poli.
Le nombre de locuteurs était de 7 000 en 1997.